# Svalutation
Svalutation è il 14° album del cantante italiano Adriano Celentano. Le musiche sono state composte da Gino Santercole. Arrangiamenti e direzione d'orchestra Detto Mariano, meno i brani 3 e 4 con arrangiamenti e direzione d'orchestra del maestro Natale Massara.

## Tracce
1. I Want to Know (Parte 1a) - 2:48 (Celentano, Santercole, Beretta)
2. Svalutation - 3:06 (Celentano, Santercole, Beretta, Pallavicini)
3. La camera "21" - 5:32 (Celentano, Santercole, Beretta)
4. La neve - 7:00 (Celentano, Santercole, Beretta)
5. Uomo macchina - 3:42 (Gino Santercole)
6. La barca - 4:41 (Celentano, Santercole, Beretta, Pallavicini)
7. Ricordo - 4:05 (Adriano Celentano)
8. I Want to Know (Parte 2a) - 5:21 (Celentano, Santercole, Beretta)